# Аренберг, Энгельберт-Август фон
Энгельберт-Август д'Аренберг (полное имя: Энгельберт Август Антуан Жозеф Леон Вацлав Бальтазар Эпифани Леонар Максим Гислен) (1824–1875) — 8-й герцог  Аренберг, немецкий аристократ и политик XIX века, меценат.

## Биография
Он был сыном Проспера Луи Аренберга, и принадлежал к одной из самых важных европейских дворянских семей. Он был герцогом Аренбергом, герцогом Арсхотом, герцогом Меппен и принцем Рекклингхаузен.
Был главным библиофилом, коллекционером и меценатом в семье Аренбергов. Именно с ним связано формирование великолепной библиотеки, знаменитой инкунабулами, рукописями и палеотипами, фламандскими и голландскими иллюминированными часовниками, псалтырями, требниками. После смерти Энгельберта-Августа, его старший сын неоднократно выставлял фамильную библиотеку на продажу. В 1929 г. была продана брюссельская большая библиотека (около 20 000 книг). На протяжении второй половины XX века в антикварном обороте периодически возникают рукописи и книги из коллекции Аренбергов. 

## Брак и дети
В 1868 году он женился на своей троюродной сестре Элеоноре д'Аренберг (1845–1919). У них было три дочери и два сына
- Мария Людмила д'Аренберг, принцесса и герцогиня (1870–1953), вышла замуж в 1888 году за Карла Альфреда Луи Рудольфа фон Кроя, 12-го герцога фон Кроя (1859–1906), 4 детей.
- Софи Алоиза д'Аренберг, принцесса и герцогиня (1871–1961), вышла замуж в 1889 году за принца и герцога Жана Батиста Энгельберта д'Аренберга (1850–1914), 2 детей, внук Жан-Энгельберт, 12-й герцог Аренберг (1921–2011).
- Энгельберт-Мария Д'Аренберг, наследник титула, 9-й герцог д'Аренберг (1872–1949), женился в 1897 году на принцессе Хедвиге Мари Габриэль де Линь (1877–1938), 3 детей:
- Мария Сальватрикс д'Аренберг, принцесса и герцогиня (1874–1956), вышла замуж в 1896 году за принца Огюста Мари Гюстава Этьена Шарля Эммануэля де Кроя (1872–1932), 5 детей.
- Шарль Проспер д'Аренберг, принц и герцог (1875–1948), первый брак — с Эмели Мари Вильнер (род. 1885), развод, второй брак — с Анке Барич (род. 1893), оба брака бездетны.